# Ueli Mäder
Ueli Mäder (* 18. Mai 1951 in Beinwil am See) ist ein Schweizer Soziologe und ehemaliger Politiker.

## Leben
Mäder studierte ab 1972 Soziologie, Psychologie und Philosophie an der Universität Basel. 1983 wurde Mäder promoviert. Ab 1991 arbeitete er als Dozent an der Fachhochschule Nordwestschweiz. Nach seiner Habilitation 1998 war er in Basel erst als Privatdozent tätig. Von 2001 bis 2005 war  Mäder ausserordentlicher Professor an der Universität Freiburg. Von 2005 bis zu seiner Emeritierung 2016 war er ordentlicher Professor für Soziologie an der Universität Basel. Seine Fachgebiete sind Entwicklungssoziologie, Politische Soziologie und Sozialpolitik. Besonders spezialisiert ist Ueli Mäder auf Fragen der Sozialen Ungleichheit sowie Konflikt- und Kooperationsforschung. 
In den 1970er Jahren war er Mitgründer der linken Partei POCH. Ueli Mäder war einige Jahre auch Abgeordneter der aus den POCH hervorgegangenen links-grünen Partei BastA im Grossen Rat des Kantons Basel-Stadt.
Er wohnt in Rheinfelden AG.

## Schriften (Auswahl)
- Fluchthelfer Tourismus: Wärme in der Ferne? Hrsg. vom Arbeitskreis Tourismus und Entwicklung. Rotpunktverlag, Zürich 1982, ISBN 3-85869-019-8.
- Sepp. Ein Männerbericht. Rotpunktverlag, Zürich 1983, ISBN 3-85869-028-7.
- Gewaltfreie Revolution in Entwicklungsländern (= Social strategies. Vol. 17). Karger Libri, Basel 1984 (Dissertation).
- Sanfter Tourismus: Alibi oder Chance? Die Schweiz – ein Vorbild für Entwicklungsländer? Rotpunktverlag, Zürich 1985, ISBN 3-85869-030-9.
- Vom Kolonialismus zum Tourismus – von der Freizeit zur Freiheit. Rotpunktverlag, Zürich 1987, ISBN 3-85869-040-6.
- Aufbruch im Alter: Ansätze. Rotpunktverlag, Zürich 1988, ISBN 3-85869-046-5.
- Frei-Zeit: Fantasie und Realität. Rotpunktverlag, Zürich 1990, ISBN 3-85869-059-7.
- Armut: Anpassung und Widerstand. Höhere Fachschule im Sozialbereich, Basel 1994.
- Für eine solidarische Gesellschaft. Rotpunktverlag, Zürich 1999, ISBN 3-85869-178-X.
- Subsidiarität und Solidarität (= Social strategies. Vol. 30). Lang, Bern 2000, ISBN 3-906765-36-9.
- mit Elisa Streuli: Reichtum in der Schweiz. Porträts – Fakten – Hintergründe. Rotpunktverlag, Zürich 2002, ISBN 3-85869-234-4.
- mit Hector Schmassmann und Olivier Steiner: Lebensweltliche Gewalterfahrungen Jugendlicher. Eine empirische Studie über delinquente Jugendliche. Gesowip, Basel 2005, ISBN 3-906129-28-4.
- mit Ganga Jey Aratnam und Sarah Schilliger: Wie Reiche denken und lenken. Rotpunktverlag, Zürich 2010, ISBN 978-3-85869-428-7.[2][3]
- mit Peter Sutter, Markus Bossert, Aline Schoch, Reto Bürgin, Simon Mugier und Hector Schmassmann: Raum und Macht. Die Stadt zwischen Vision und Wirklichkeit ; Leben und Wirken von Lucius und Annemarie Burckhardt.  Rotpunktverlag, Zürich 2014, ISBN 978-3-85869-591-8.
- mit Fallstudien von Peter Streckeisen, Markus Bossert, Ganga Jey Aratnam, Gian Trepp: Macht.ch. Geld und Macht in der Schweiz. Rotpunktverlag, Zürich 2015, ISBN 978-3-85869-663-2.
- 68 – was bleibt? Rotpunktverlag, Zürich 2018, ISBN 978-3-85869-774-5.
- Mein Bruder Marco. Eine Annäherung. Rotpunktverlag, Zürich 2024, ISBN 978-3-03973-021-6.

## Auszeichnungen
- Erich-Fromm-Preis 2022[4]